# Houdini
Houdini — професійний програмний пакет для роботи з тривимірною графікою, розроблений компанією Side Effects Software (Торонто, Канада). На сьогодні є стандартом у CG-індустрії. Головна перевага даного пакета в тому, що він є середовищем візуального програмування.

## Основні можливості програми
- Моделювання:
  - Безліч геометричних примітивів (куб, сфера тощо).
  - Полігональне моделювання.
  - Воксельне моделювання.
  - Сплайн і (включаючи B-сплайн й (NURBS), Криві Без'є).
  - Метасфера (англ. Metaball).
  - Система Ліндермаєра (англ. L-system).
  - Ноди для зміни властивостей об'єктів об'єднаних в групу SOPs (surface operators).
  - Групування геометрії.
  - Частинки — ноди для роботи з частинками об'єднаних в групу — POPs (particle operators).

- Анімація:
  - Заснована на ключових кадрах
  - Можливість процедурного управління параметрами каналів сцени за допомогою HScript або за допомогою операторів групи CHOPs (channel operators).
  - Редактор ключових кадрів — з можливістю графічного представлення параметрів сцени, зміни типу інтерполяції значення та розташування в часі ключового кадру.
  - Анімація персонажів — інструменти для персонажної анімації: скелети, риги, волосся і шерсть (з прорахунком фізичної взаємодії), Crowd control тощо.
- Фізичне моделювання — розрахунок фізичної взаємодії:
  - Твердих (Rigid Body) і м'яких тіл (Soft Body).
  - «Канатних» тіл (Wire).
  - Тканин (Cloth).
  - Волосся і вовни (Fur).
  - Розрахунок фізичної поведінки й візуалізації газів і рідин (моделювання поведінки вогню, диму, більшості атмосферних явищ, розчинення однієї рідини в іншій, карт намокання (Wet Map) тощо.
- Освітлення:
  - Великий набір джерел світла.
  - Шейдери та освітлення (Light Shader).
  - Прорахунок більшості фізичних властивостей світло а: тіней, глобального освітлення, каустики тощо.
- Матеріали й шейдери:
  - Бібліотека матеріалів.
  - Можливість створення користувальницького матеріалу шляхом редагування існуючого або програмування шейдера матеріалу — SHOPs (shading operator).
- Об'ємний звук — Houdini володіє набором інструментів, які дозволяють працювати з об'ємним звуком. Розташувавши віртуальні джерела звуку в сцені, за допомогою спеціального об'єкта виконує роль мікрофона (Microphone object), можна отримати звуковий сигнал в конкретній точці сцени, при цьому, враховуючи акустичні властивості об'єктів сцени[1].
- Рендеринг:
  - Зручна нодова структура рендерингу а (ROPs — render operators) з можливістю черги прорахунку, ієрархічної взаємодії нод прорахунку між собою. Ноди рендеринг а «пам'ятають» свої параметри, що дає можливість швидкого перерахунку потрібних елементів сцени.
  - Підтримка різних засобів візуалізації: Mantra, Renderman, mental ray, та інших
  - Підтримка основних графічних форматів для експорту сцени з підтримкою багатопланових зображень.
  - Мережевий рендеринг.
  - Рендеринг для окремо взятих джерел світла або об'єктів належать до певної групи геометрії.
- Композитинг:
  - Вбудований інструмент для композитингу с (COPs — composite operators) з повноцінною підтримкою пікселів з глибиною кольору 32 біти з плаваючою точкою.
  - Інформація з COPs може бути безпосередньо використана в сцені проєкту.

## Програмування в Houdini
Всі операції в Houdini доступні для виконання і за допомогою програмного коду. Оператор, при цьому, представляється у вигляді класу, а параметри оператора у вигляді членів цього класу. Кожен оператор має свою адресу в проєкті схожий за структурою з Unix-подібними операційними системами. Змінні і параметри функцій оператора можуть обробляти велику кількість типів даних:
- Геометричні дані — точки, примітиви, нормалі, проєкції, криві й т. д.;
- Графічні дані — растровий масив даних із графічного файлу або безпосередньо з вбудованого композери КС;
- Частинки — структури даних для СОЗ;
- Фізичні дані — DOPS;
- Рядкові дані — текстові параметри операторів;
- Числові дані — параметри операторів, атрибути, вектори, більшість даних для програмування шейдер т.і.;
- Інформація з пристроїв введення — миші, клавіатури, графічного планшета, MIDI-порту, мікрофона;
- RAW дані з файлу;
- Дані з TCP / IP-з'єднання;
- Аудіопотік з файлу або віртуального мікрофона розташованого в просторі сцени.

## Версії Houdini
Houdini відносно дорогий продукт, але існує і безоплатна версія Houdini Apprentice, яку можна використовувати для некомерційних цілей, а також вільно завантажити з офіційного сайту програми [Архівовано 17 вересня 2020 у Wayback Machine.].

## Досягнення
За використання Houdini для імітації природних явищ за допомогою частинок і складних процедурних тривимірних моделей, компанія Side Effects Software в 2002 у, отримала премію «Оскар» за технічні досягнення (Scientific and Engineering Award).